# 本因坊秀栄
本因坊 秀栄（ほんいんぼう しゅうえい、嘉永5年9月20日（1852年11月1日） - 明治40年（1907年）2月10日）は江戸時代・明治の囲碁棋士、十三世林秀栄、十七世、十九世本因坊、名人。生国は江戸。法名は日達。
本因坊秀和の次男で、本名は土屋平次郎。林家十三世を継ぐが、方円社に対抗するため本因坊家に復帰、五段で十七世を継ぎ、林家を絶家とした。明治後半において名人中の名人と謳われ、その平明な棋風は現代でも高く評価される。2008年囲碁殿堂入り。

## 生涯

### 本因坊就位まで
江戸本所相生町の本因坊邸に生まれる。1862年（文久2年）、11歳で十二世林柏栄門入の養子となり、林秀栄と改名。12歳で初段。1864年（元治元年）柏栄死去し、その死を伏せたままで翌1865年に家督願いを出し、1867年（慶応3年）に16歳三段で家督を許されて、林家十三世となる。1868年（明治元年）17歳の時に本因坊、安井家の同意で四段昇段を求めたが、井上松本因碩がこれに反対し、争碁の相手として門人の小林鉄次郎を指名した。秀栄は林家当主として因碩との対戦を求めたが応じなかったため、三家にて秀栄の四段を認め、またかねてから同種の問題を起こしていた因碩には昇段の同意を求めないこととなった。
1869年（明治2年）に本因坊跡目秀悦、中川亀三郎らと研究会「六人会」を発足。1870年伊藤松和七段と十番碁を打ち（秀栄先）、7勝2敗1ジゴ。20歳で五段。翌1872年から24歳まで、本因坊家とは疎遠になっていた村瀬秀甫とともに美濃、尾張、伊勢、京阪を遊歴。1876年、中川亀三郎と十番碁、小林鉄次郎と二十番碁、藤田方策と十番碁を打ち、小林には定先に打ち込む。この頃、秀栄は養母と折り合いが悪く、別居を強いられていた。1877年養母が亡くなると、親戚の者が家名を継ぐこととなり、秀栄は碁家としての林家を存続を担う。
1879年、当時の棋界の第一人者だった村瀬秀甫七段と中川亀三郎六段が中心となり、方円社が囲碁研究会として発会される。これを記念した方円社発会記念対局に、秀栄も安井算英五段などの家元側の棋士とともに参加した。しかしほどなくして、家元の権威を認めない方円社のやり方に、秀栄らは強く反発し方円社を脱会、方円社と村瀬秀甫に対抗するようになった。9月下旬、秀栄は、十六世本因坊秀元、井上因碩らと謀り、方円社の社員となっていた門下の段位を剥奪し、対立は決定的になった。
1884年、林家を廃絶し、本因坊秀元を隠居させて本因坊家に復帰し、十七世本因坊秀栄を名乗る。井上馨、金玉均らの勧めで後藤象二郎に方円社と仲介を依頼、12月21日、村瀬秀甫と秀栄先での十番碁を開始。
1886年、7月30日、方円社と和解して、村瀬秀甫の八段を正式に認め、同時に本因坊を秀甫に譲って、自らは土屋秀栄を名乗る。秀甫は、十八世本因坊となり、即日に五段だった秀栄に七段を贈る。8月6日、秀甫との十番碁は5勝5敗の打ち分けで終わる。しかし直後の10月14日に秀甫が没し、秀栄は中川亀三郎に本因坊位継承のための争碁を申し込むが断られ、再び本因坊家を継いで十九世本因坊となる。これ以後本因坊門と方円社は分離する。この頃、元久留米藩家臣で安井門下三段の生田昌集（旧名金吾、-1891年）による支援を受け、後にその娘満基子を妻としている。

### 名人への道
1892年（明治25年）、「囲碁奨励会（日本橋倶楽部奨励会）」を発足。当時の資産家であった高田慎蔵、及びその夫人民子の支援を受け、月々の手当として70円と、自宅近くの湯島に家屋を提供された。後に方円社を除名されていた田村保寿（のちの二十一世本因坊秀哉）が入門するなどし、1894年まで続いた。翌1895年から、三段以上を参加資格とした研究会「四象会」を発足。毎月1回湯島の秀栄宅で開かれ、進境著しい秀栄の元には土屋秀元、田村保寿、安井算英の他、方円社の若手棋士の伊藤小太郎、高橋杵三郎、大沢銀次郎、石井千治、関源吉、広瀬平治郎、田中政喜、岩佐銈などが参加し、1898年には当時まだ二段だった雁金準一も特に参加を認められ、後に門下となった。
1898年（明治31年）八段に進む。1904年（明治37年）に高田民子が弟子の野沢竹朝を嫌ったことが理由で援助を断り、計102回続いた四象会は閉会となった。時事新報の矢野由次郎の斡旋で「日本囲棋会」の設立が進められ、その設立準備会記念碁として秀栄と田村（先）の二番碁が行われて秀栄が2連勝、これが秀栄最後の勝負碁となった。日本囲棋会は翌1905年に設立され、名誉会員には福澤捨次郎、犬養毅、渋沢栄一、岩崎久弥、豊川良平、高田民子らがいた。（秀栄の死後に解散）
1906年（明治39年）、田村が定先を保っていた以外、他の棋士を先二以下に打ち込み、推されて九段昇段、名人就位。
1907年（明治40年）、前年12月から流行感冒に伏せ、2月10日享年56で没す。法名日達、本郷丸山本妙寺に葬られる。
秀栄門下の最強者は田村であったが、秀栄は金銭に汚いなどの理由で田村を嫌っており、雁金を後継者に立てる意向があったといわれる。しかし秀栄は後継者を指名することなく死去し、本因坊位をめぐって混乱が起きた。結局弟の秀元がいったん二十世を継ぎ、一年後に田村に譲る形で事態を収拾している。

### 主な戦績
十番碁
- 1870年 伊藤松和十番碁（秀栄先）7-2-1
- 1876年 中川亀三郎十番碁（秀栄先）
- 1876年 藤田方策十番碁（互先、4連勝で藤田先相先）
- 1876-77年 小林鉄次郎二十番碁（互先、9局目まで6-2-1で小林先相先、18局まで7-2-1で小林定先）13-5-2
- 1877年 黒田俊節十番碁（互先）4-6
- 1884-86年 村瀬秀甫十番碁（秀栄先）5-5
- 1896年 石井千治十番碁（石井先）8-2
- 1897年 安井算英十番碁（算英先相先）6-4
- 1898年 第2次安井算英十番碁（算英先、4局目まで4-0で先二先）8-2
- 1900年 雁金準一十番碁（雁金二先二）

その他、方円社との分離後は、囲碁奨励会、四象会にて対局が行われた。

## 棋風・人物
早見え早打ちであったとされる。昭和になって本因坊秀哉は「秀栄先生には、今でも先相先は打たれるでしょう」と語った。藤沢秀行など、現代でも好きな棋士として秀栄を挙げる者は多い。
政治家では犬養毅、大久保利通と親しかったことが、『犬養木堂伝』に記されている。朝鮮から日本に亡命していた金玉均とは交友が深く、金が小笠原や北海道に流された際にもその地を訪ねて慰めた。田村が秀栄門下となったのも金の口添えによる。

## 有名局
|  |  |  |  |  |  |  |  |  |  |  |  |  |  |  |  |  |  |  |
|  |  |  |  |  |  |  |  |  |  |  |  |  |  |  |  |  |  |  |
|  |  |  |  |  |  |  |  |  |  |  |  |  |  |  |  |  |  |  |
|  |  |  |  |  |  |  |  |  |  |  |  |  |  |  |  |  |  |  |
|  |  |  |  |  |  |  |  |  |  |  |  |  |  |  |  |  |  |  |
|  |  |  |  |  |  |  |  |  |  |  |  |  |  |  |  |  |  |  |
|  |  |  |  |  |  |  |  |  |  |  |  |  |  |  |  |  |  |  |
|  |  |  |  |  |  |  |  |  |  |  |  |  |  |  |  |  |  |  |
|  |  |  |  |  |  |  |  |  |  |  |  |  |  |  |  |  |  |  |
|  |  |  |  |  |  |  |  |  |  |  |  |  |  |  |  |  |  |  |
|  |  |  |  |  |  |  |  |  |  |  |  |  |  |  |  |  |  |  |
|  |  |  |  |  |  |  |  |  |  |  |  |  |  |  |  |  |  |  |
|  |  |  |  |  |  |  |  |  |  |  |  |  |  |  |  |  |  |  |
|  |  |  |  |  |  |  |  |  |  |  |  |  |  |  |  |  |  |  |
|  |  |  |  |  |  |  |  |  |  |  |  |  |  |  |  |  |  |  |
|  |  |  |  |  |  |  |  |  |  |  |  |  |  |  |  |  |  |  |
|  |  |  |  |  |  |  |  |  |  |  |  |  |  |  |  |  |  |  |
|  |  |  |  |  |  |  |  |  |  |  |  |  |  |  |  |  |  |  |
|  |  |  |  |  |  |  |  |  |  |  |  |  |  |  |  |  |  |  |

1895年、田村保寿四段（先二の先番）との一局。左辺5子のサバキを問われた場面、白1のハネダシから白3と取られている2子を3子にしたのが語り伝えられる秀栄の妙手。aの受けならbとノゾキを利かしてdとハネ、種石の黒3子（▲）を取り込む。また白3に対してcのツギなら、白e、黒a、白f、黒g、白hとワタってしまう。黒の田村はeとアテて上の3子（▲）を捨てる他なく、ピンチの白5子は大威張りで生還することとなった。
囲碁史上に残る妙手として有名だが、ここに至るまでの秀栄の打ち回しにも評価が高い。

## 著書・出版物
- 『定石 囲碁新法』大倉書店 1894年（九子から互先までの石立の秀栄による解説書、囲碁名著文庫として1983年再刊）
- 『囲棋奨励雑誌』囲碁奨励会 1892年-不明（囲碁奨励会の対局譜を掲載）
- 名人秀栄棋譜保存会『秀栄全集』大野万歳館 1911年（棋譜256局を収録、編集主任本因坊秀哉、1922年再版）
- 高川格『秀栄 日本囲碁大系(17)』筑摩書房 1976年
- 『本因坊秀栄全集』（全三巻）歴史図書社 1977年
- 高木祥一『流水秀栄 古典名局選集』日本棋院 1996年
- 福井正明『名人・名局選 秀栄』誠文堂新光社　2010年
- （英語）John Fairbairn "Meijin of Meijins: The Life and Times of Honinbo Shuei" 2015年